# 方钍石
方钍石是一种钍的矿物，主要化学成分为ThO2，占比约在70-80%，剩余成分主要为UO2、PbO、少量稀土元素化合物和少量衰变产物氦气。该矿物难以熔化而且稀少，所以难以成为提炼钍的来源。它最初由 Ananda Coomaraswamy 于 1904 年描述为铀石，但 Wyndham R. Dunstan 将其视为一个新物种。 这种矿物的放射性略低于沥青铀矿，但由于其高能伽马射线，因此更难屏蔽。它在斯里兰卡的砾石中很常见，主要以水磨、小而重的黑色立方晶体的形式出现。最大的晶体通常接近 1.5 厘米。据报道，马达加斯加有更大的晶体，可达 6 厘米（2.4 英寸）。

## 存在地区
通常存在于冲积矿床、海滩沙、重矿物砂矿和伟晶岩矿中。
- 斯里兰卡 – 南部省加勒区的溪流砾石中;Balangoda 区;萨巴拉加穆瓦省的科德鲁马拉附近;以及来自 Bambarabotuwa 地区的伟晶岩。
- 印度 – 从 Travancore（喀拉拉邦）的海滩沙滩报道[5]
- 马达加斯加 – 发现于 Betroka 和 Andolobe 的冲积矿床中。也作为来自 Fort Dauphin 的非常大的晶体;在 Andranondambo 和其他地方。[6]
- 俄罗斯 – 在西伯利亚外贝加尔 Boshogoch 河上的金砂矿黑沙中;在 Kovdor 地块的 Kovdor，科拉半岛;在西伯利亚的叶尼塞山脉。
- 美国 – 宾夕法尼亚州伊斯顿报道;蒙大拿州海伦娜附近的密苏里河的黑沙;加利福尼亚州锡斯基尤县的斯科特河;[7]阿拉斯加 Nixon Fork 和 Wiseman 区8的黑沙。[8][9]
- 加拿大 – 据报道，在阿萨巴斯卡湖以东的 Charlebois 湖的伟晶岩中含有铀矿;[10]据报道，来自魁北克省和安大略省许多地方的结晶石灰岩中的伟晶岩和金属化带的铀子品种。[23][11]
- 南非 – 与锆白矿一起出现在东德兰士瓦的 Phalaborwa 的碳酸盐岩中。[12]
- 刚果民主共和国 - 卡赛地区。[13]